# 约瑟夫·冯·夫琅和费
约瑟夫·冯·夫琅和费（發音：[ˈfraʊnˌhoːfɐ]；1787年3月6日—1826年6月7日），德国物理学家。夫琅和费的科学研究成果主要集中在光谱方面。1814年，他发明了分光仪，在太阳光的光谱中，他发现了574条黑线，这些线被称作夫琅和费线。

## 生平
夫琅和费11岁成为孤儿，在慕尼黑的一家玻璃作坊当学徒。1801年，这家作坊的房子崩塌了，巴伐利亚选帝侯马克西米利安一世亲自带人将其从废墟中救起。马克西米利安一世十分爱护夫琅和费，为其提供了书籍和学习的机会。8个月后，夫琅和费被送往著名的贝内迪克特博伊恩修道院的光学学院接受训练，这所本笃会修道院十分重视玻璃制作工艺。到1818年，夫琅和费已经成为光学学院的主要领导。由于夫琅和费的努力，巴伐利亚取代英国成为当时光学仪器的制作中心，连迈克尔·法拉第也只能甘拜下风。
1824年，夫琅和费被授予蓝马克斯勋章，成为贵族和慕尼黑荣誉市民。由于长期从事玻璃制作而导致的重金属中毒，夫琅和费年仅39岁便与世长辞。